# CFR Călători
Romániában a vasúti személyszállítással mint állami vállalat a CFR Călători foglalkozik. A vállalatnak közel 22 000 alkalmazottja van és naponta 1 700 szerelvényt üzemeltet. A vállalatnak nyolc területi alegysége van, és számos kisebb alegysége, amelyek a vasúti gördülőanyag javításával foglalkoznak, valamint számos területi jegypénztárral rendelkezik.
Az 1990–2005 között egyaránt csökkent a nemzetközi és a belföldi utasforgalom, főleg 1990–1994 között, amikor az ország nehéz gazdasági helyzetben volt. Az utasszámcsökkenés magyarázható az jövedelem visszaesésével, a munkanélküliség növekedésével, valamint a lakosság utazási kedvének csökkenésével.
A hálózatnak több mint 1000 km-nyi részén az üzemeltetést magánvállalatok bonyolítják le.

## Vonatnemek
A személyszállítást hat vonattípus bonyolította le 2011. december 11-ig:
- Personal (P) – személyvonat
- Accelerat (A) – sebesvonat
- Rapid (R) – gyorsvonat
- InterCity (IC) – minőségi belföldi vonat a nagyvárosok között
- EuroCity (EC) - minőségi nemzetközi vonat (jelenleg nem közlekedik hasonló típusú szerelvény)
- EuroNight (EN) – minőségi nemzetközi éjszakai vonat
- Special (S) – különszerelvények

2011. december 11-től érvénybe lépett új elnevezések:
- Regio (R) – személyvonat
- InterRegio (IR) – a korábbi sebesvonat és gyorsvonat közös megnevezése és egy kategóriába sorolása
- InterCity (IC) – minőségi belföldi vonat a nagyvárosok között

### Regio (R)
2011. december 11-ig Personal (P)
A személyvonatok a leggyakoribbak. Két fő területen használják őket: elsősorban nagyvárosok körül ingavonatoknak, másrészt pedig két közeli nagyváros között kapcsolat megvalósítására.
Általános jellemzőjük a kis sebesség (2004-ben átlag 34,3 km/h) valamint a rossz utazási feltételek (a legrégebbi vagonokkal közlekednek). A legolcsóbbak is egyben, ugyanis sebességi pótdíjat valamint helyjegyet nem kell vásárolni. Általában rövid- és középtávú viszonylatokon közlekednek, de akadnak hosszútávú kivételek is, mint például a Kolozsvár–Nagyvárad és Bukarest–Mangalia viszonylatok.
A legtöbb szerelvény kocsijai egyterűek (bár emeletes vagonok is közlekednek) és másodosztályúak. A vagonok kékre vannak festve, nagyrészük az 1970-es 1980-as években épült. Jelenleg folyik az emeletes vagonok felújítása.
2007-ben néhány középtávú viszonylaton (Nagyszeben–Brassó, Nagyszeben–Craiova, stb.) Desiro motorvonatokat is forgalomba állítottak. A Tövis–Brassó, Brassó–Sepsiszentgyörgy, Kolozsvár–Beszterce, Kolozsvár–Tövis, Szucsáva–Cacica vonalakon Franciaországból hozott motorvonatokat állítottak forgalomba.
A Temes megyei falusi viszonylatokon napjainkban is közlekednek az 1950-es évek előtt Resicabányán összeszerelt Malaxa-típusú motorvonatok.

### InterRegio (IR)
2011. december 11-ig létezett Accelerat (A) és Rapid (R) típusú vonat. Az új elnevezések életbe lépése után közös nevet kaptak. Mindkettő InterRegio (IR) lett.
A gyorsvonatokat elsősorban közép- és hosszútávú viszonylatokon használják, városokban és fontosabb csomópontokban állnak meg. Jobb minőségűek a személyvonatoknál, átlagsebességük is nagyobb (67 km/h) – azonban drágábbak, mert sebességi pótdíj váltása kötelező. Egyes viszonylatokban kötelező helyjegyet is váltani. Még a leghosszabb viszonylatok (pl. Nagyvárad–Galați) esetében is megállnak minden városban.
A szerelvényeket 1. illetve 2. osztályú fülkés kocsik alkotják – ezek azonban a felsőbbrendű vonatoknál (pl. rapid, InterCity) rosszabb minőségűek, ugyanis nem voltak felújítva. Általánosságban rendkívül telítettek és koszosak.
Az utóbbi években a CFR nekilátott ezen szerelvények felújításának is. 2005-ben forgalomba állították az első felújított emeletes kocsikat is a Bukarest-Predeal vonalon. Számos viszonylaton Desiro motorvonatok közlekednek: Bukarest–Târgoviște vagy Bukarest–Câmpulung. A hosszútávú szerelvényekhez hálókocsikat is kapcsolnak (pl. Nagyvárad-Bukarest).
A névváltozás következtében a sebes- és gyorsvonatok megállói nem változtak. Továbbra is az elődeik vonatszámait használják, csak az előtag változott, A/R helyett IR lett.
A rapid szerelvényeket közép- és hosszútávú viszonylatokon használják. Csak nagyobb városokban és vasúti csomópontokban állnak meg. A szerelvények jóval modernebbek a gyorsvonatoknál, átlagsebességük pedig 85 km/h (2004-ben). A jegy ára magába foglalja az alapdíjat (a távolság és osztály függvényében), valamint a sebességi pótdíjat. Minden rapid szerelvényre kötelező a helyfoglalás. Általában Bukarestből indulnak az ország nagyvárosai irányába, de léteznek fővárost nem érintő viszonylatok is, mint pl. Jászvásár–Dornavátra és Craiova–Kolozsvár.
A rapid szerelvények kocsijainak felújítása az egyik elsődleges célja a CFR-nek. A felújított kocsikat klimatizálták, és környezetbarát vécékkel szerelték fel. Ennek ellenére még számos viszonylaton közlekednek régi kocsikból álló szerelvények. 2004 óta a középtávú viszonylatokon Desiro motorvonatokat is üzembe helyeztek. A kocsik nagy része piros színű, fülkés beosztású. A szerelvények első és másodosztályú kocsikkal közlekednek valamint nagyobb távolságokon hálókocsikkal.

### InterCity (IC)

InterCity viszonylatok (a pirossal jelölt vonalakon hagyományos, míg a kékkel jelölt vonalakon Desiro motorvonatok (Kék Nyíl) közlekednek

A InterCityk a nagyobb városok között közlekednek. Csak a 100 000 lakosnál nagyobb városokban állnak meg, átlagsebességük pedig 87 km/h (2004-ben). A szerelvényeket a legkorszerűbb vasúti kocsik alkotják, amelyek felveszik a versenyt európai társaikkal. Ennek következtében az InterCity vonatok díjszabása a legmagasabb. A 2006-os évtől kezdődően néhány viszonylaton business class kocsikat is forgalomba helyeztek.
Alapvetően két típusú szerelvény közlekedik InterCity viszonylatokon: a hagyományos szerelvények és a Desiro motorvonatok. Típustól függően mindegyik szerelvény klimatizált, kényelmes ülésekkel van felszerelve és ezen felül számos extra szolgáltatást is nyújt.
2007-ben a következő viszonylatokon közlekednek InterCity vonatok:
| Viszonylat                          | Szerelvény típusa | Szerelvény típusa |
| Viszonylat                          | Hagyományos       | Desiro            |
| ----------------------------------- | ----------------- | ----------------- |
| Bukarest–Jászvásár                  | Igen              | Igen              |
| Bukarest–Bákó–Szucsáva              | Igen              |                   |
| Bukarest–Páskán–Jászvásár           | Igen              |                   |
| Bukarest–Ploiești–Brassó            | Igen              | Igen              |
| Bukarest–Brăila–Galac               |                   | Igen              |
| Bukarest–Konstanca                  | Igen              |                   |
| Bukarest–Brassó–Gyulafehérvár–Arad  | Igen              |                   |
| Bukarest–Brassó–Kolozsvár–Nagyvárad | Igen              |                   |
| Bukarest–Craiova–Temesvár           | Igen              |                   |
| Bukarest–Brassó–Marosvásárhely      | Igen              |                   |
| Temesvár–Arad–Nagyvárad–Kolozsvár   |                   | Igen              |

### EuroCity (EC) és EuroNight (EN)
Az EuroCity (EC) és EuroNight (EN) szerelvények a nemzetközi forgalomban közlekednek. Általában a CFR és külföldi partnerei közösen üzemeltetik. Ezek a páneurópai vasúti hálózat szerves részei. Nem minden Romániában is közlekedő nemzetközi vonat sorolható ezen kategóriákba. Jelenleg egyetlen EuroNight közlekedik Románia területén, az Ister elnevezésű, mely Bukarestet köti össze Budapesttel.

### Nemzetközi vonatok
| Vonat neve          | Típusa    | Útvonal |
| ------------------- | --------- | --- |
| Ady Endre           | Intercity | Kolozsvár–Budapest Keleti pu.                                                                                                |
| Biharia             | Rapid     | Nagyvárad–Budapest Keleti pu.                                                                                                |
| București           | Rapid     | Bukarest–Belgrád |
| Bulgaria-Express    | Rapid     | Szófia–Bukarest–Kijev–Moszkva                                                                                                |
| Corona              | Rapid     | Brassó–Biharkeresztes–Budapest Keleti pu.                                                                                    |
| Criș (Körös)        | Intercity | Temesvár–Budapest Keleti pu.                                                                                                 |
| Dacia               | Rapid     | Bukarest–Bécs Westbahnhof |
| Ister               | Euronight | Bukarest–Budapest Keleti pu.                                                                                                 |
| Harghita (Hargita)  | Rapid     | Brassó–Biharkeresztes–Budapest Keleti pu.                                                                                    |
| Mureș (Maros)       | Intercity | Marosvásárhely–Budapest Keleti pu.                                                                                           |
| Pannonia (Pannónia) | Intercity | Bukarest–Budapest (vagonokkal Prága, München és Krakkó felé)                                                                 |
| Partium             | Rapid     | Nagyvárad–Budapest Keleti pu.                                                                                                |
| Prietenia           | Rapid     | Bukarest–Chișinău |
| Romania             | Rapid     | Bukarest–Athén (vagonokkal Isztambul felé)                                                                                   |
| Someș (Szamos)      | Rapid     | Nagybánya–Budapest Keleti pu.                                                                                                |
| Traianus            | Intercity | Temesvár–Bécs Westbahnhof |
| Transsylvania       | Rapid     | Brassó–Lőkösháza–Budapest Keleti pu. (Jelenleg csak Nagyszebentől közlekedik, Nagyszeben-Brassó közti pályafelújítás miatt.) |
| Varadinum           | Rapid     | Nagyvárad–Budapest Keleti pu.                                                                                                |
| Zarand (Zaránd)     | Rapid     | Piski–Budapest Keleti pu. |

### Sebességek
Románia nagyobb sebességű vasútvonalai a Bukarest–Câmpina és Bukarest–Konstanca szakaszok, ahol 160 km/h a maximális megengedett sebesség. 2004-ben a vonatok átlagsebessége a következőképpen alakult:
- 34,3 km/h – Personal, azaz személyvonatoknál
- 67 km/h – Accelerat, azaz gyorsvonatoknál
- 85 km/h – Rapid vonatoknál
- 87 km/h – InterCity vonatoknál.

Ma a leghosszabb útvonal Romániában a Jászvásár–Temesvár, melynek 710 km-ét 15 óra alatt teszi meg egy gyorsvonat. A leghosszabb InterCity vonal a Nagyvárad–Konstanca, melyen az utazás 12 óráig tart.

### Business class
A CFR 2006 decembere óta üzemeltet business class kocsikat a következő szerelvényekhez csatolva:
- IC 593 Bukarest–Temesvár
- IC 592 Temesvár–Bukarest
- IC 531 Bukarest–Nagyvárad
- IC 532 Nagyvárad–Bukarest

Ezen kocsik az átlagjövedelmen felüli utasoknak, elsősorban üzletembereknek szólnak. Extra igénybevehető szolgáltatás például a vezeték nélküli internetelérés.

## Hely- és pótjegy váltása
Minden gyorsvonat kötelező pót- és helyjegyes, a pótjegy ára vonattípustól és távolságtól függ. A  rendszer korábban a mainál is bonyolultabb volt, három pót- illetve helyjegyes vonattípussal: Accelerat, Rapid, IC (sőt egy időben volt pár ICE-vonat is). Az Acceleratok gyakran csak útvonaluk első szakaszán voltak helyjegykötelesek, amíg jellemzően több a fel- mint a leszálló. A tavaly decemberi egyszerűsítés során a Rapid és Accelerat kategória megszűnt, csak IC és InterRegio maradt. A rendszer egyik erénye volt, hogy az ár arányos a szolgáltatás minőségével, a helyi viszonylatban borsos IC-pótjegy fejében többnyire a MÁV IC-járatait meghaladó fedélzeti komfortot kapunk. Az InterRegio már szerencse dolga, igen kiadós a minőségbeli szórás: ülhetünk órákat elővárosi forgalomra tervezett Siemens Desirón, de akár IC-szintű, alaposan rendbekapott szerelvényt is kaphatunk ugyanolyan áron.

## Lásd még
- Căile Ferate Române
- Magánvasutak menetrendjei (románul)